# Tasmanrörhöna
Tasmanrörhöna (Tribonyx mortierii) är en flygoförmögen fågel i familjen rallar inom ordningen tran- och rallfåglar.

## Utbredning och systematik
Fågeln återfinns enbart på Tasmanien. Den har tidigare förekommit på Australiens fastland, men försvann för 4.700 år sedan ungefär samtidigt som dingon anlände.
Tidigare placerades den i släktet Gallinula tillsammans med svartstjärtad rörhöna, men genetiska studier visar att de båda är mer avlägset släkt, närmare Porzana.

## Status
Arten är mycket vanlig i sitt utbredningsområde. Trots att det är begränsat kategoriserar IUCN därför arten som livskraftig.

## Namn
Fågelns vetenskapliga artnamn hedrar Barthélemy Charles Joseph Dumortier (also Du Mortier) (1797-1878), belgisk handelsman, politiker och botaniker.